# Grammodes justa
Espèce
Synonymes
- Grammodes caeca Pagenstecher, 1900
- Prodotis caeca (Pagenstecher, 1900)

Grammodes justa est une espèce de lépidoptères (papillons) de la famille des Erebidae.
On la trouve dans la moitié nord de l'Australie.
L'imago a une envergure de 40 mm.